# Berioana
Berioana é um gênero de traça pertencente à família Arctiidae.